# خالد نصار
خالد نصار (1962-) هو فنان تشكيلي فلسطيني، ولد في مخيم النصيرات بقطاع غزة يعود أصله من قرية بربرة لكن تهجرت عائلته منها بسبب النكبة عام 1948، درس الإعلام والعلاقات العامة والتوجيه السياسي المعنوي عام 1998، وتعلم الفن بالممارسة ومن خلال الورشات التي كان يشارك فيها خارج فلسطين، وهو حاصل على البورد الأمريكي كمدرب محترف في التنمية البشرية عام 2016. كما له أعمال أدبية فنية مشتركة منها شذى المحبة، وعشق التروس.

## أسلوبه الفني
مزج في أسلوبه الفني بين الأعمال التسجيلية والتعبيرية والواقعية التعبيرية، أبتبع الأسلوب الغير مباشر في التعبير عن مواضيعه في لوحاته ونفذها بتقنيات الزيت والأكريليك والمواد المختلفة، أتخذ خالد مواضيع من الحياة اليومية للفلسطيني في غزة كالبحر والقوارب والطبيعة، وسعى من خلالها إلى نقل تجربته الخاصة التي تأثرت بظروفه وواقعه في غزة.

## عضويته
كان مؤسس ورئيس لعدة مؤسسات وهم:
- رئيس المركز العالي للفنون التشكيلية فرع فلسطين.
- مؤسس ورئيس تجمع "فنانون بلا حدود".
- مؤسس ورئيس الوحدة الدولية للفنون والآداب في غزة.
- عضو جمعية الفنانين التشكيليين الفلسطينيين.
- عضو الاتحاد العام للتشكيليين.

## معارضه
له العديد من المعارض الفردية وشارك في ما يزيد عن 15 معرضاً داخل وخارج فلسطين، منهم:
| معارضه الفردية | معارضه الفردية | معارضه الفردية | معارضه الفردية                  | معارضه الجماعية | معارضه الجماعية             | معارضه الجماعية | معارضه الجماعية                          |
| الرقم          | اسم المعرض     | العام          | المكان                          | الرقم           | اسم المعرض                  | العام           | المكان                                   |
| -------------- | -------------- | -------------- | ------------------------------- | --------------- | --------------------------- | --------------- | ---------------------------------------- |
| 1              | عدسة وريشة     | 2015           | غزة                             | 6               | مئوية المملكة الأردنية      | 2021            | الجمعية الأردنية للفنون المعاصرة في إربد |
| 2              | نبض الأمل      | 2014           | قاعة نادي خدمات النصيرات في غزة | 7               | يوم الأرض                   | 2015            | أوكرانيا                                 |
| 3              | عشق التراب     | 2014           | الجامعة الإسلامية في خانيونس    | 8               | بغداد عاصمة الثقافة العربية | 2012            | وزارة الثقافة العراقية في العراق         |
| 4              | صرخة لون       | 2012           | متاحف محمود سعيد في مصر         | 9               | جداريات أزمور               | 2012            | المغرب                                   |
| 5              | عودة روح       | 2012           | مكتبة مصر في دمنهور             | 10              | سنابل لن تموت               | 2003            | دير البلح في غزة                         |